# Прокрида
Прокрида в древногръцката митология е дъщеря на атинския цар Ерехтей и на Пракситея. Сестра е на Орития и съпруга на ловеца Кефал (Цефал), сина на Хермес, мъж прочут със своята красота и с ловджийската си страст.

## Цефал и Прокрида
Според легендата, в Цефал се влюбва богинята на зората Еос, която го вижда в гората и го отнася далеч от Атина, с намерението да го направи свой любовник, но той от любов и вярност съпругата си и отхвърля това предложение. Богинята до връща у дома, но му подсказва, че Прокрида няма същото отношение към него. За да се увери, тя променя външността му. Така той може да се престори на странник/пътник, търсещ подслон. Приет радушно е и след като си побъбря с жената за делничните й грижи, предлага да й се отплати за гостоприемството и за една нощ с него, като й даде златно украшение. Прокрида приема, но богинята връща истинския вид на мъжа й и тя засрамена напуска дома си. Заживява в гората, като спътница на богинята Артемида. Тя й подарява копие, което винаги улучва целта си.
Цефал, който е силно влюбен в Прокрида я уговаря да се върне и тя го прави, донасяйки и копието си, което той започва да използва на лов. Жена му често го следва тайно и го наблюдава, но веднъж привлича вниманието му, шумолейки в листака. Той решава, че това е дивеч, замеря я с оръжието си и я убива.